# Хайнс, Матиас
Маттиас Хайнс (англ. Mathias Hynes; 21 января 1883 — 9 марта 1926) — британский полицейский (офицер полиции Лондона) и перетягиватель каната, серебряный призёр летних Олимпийских игр 1920 года в составе сборной Великобритании. По национальности ирландец.